# 1889 en santé et médecine
| Années de la santé et de la médecine : 1886 - 1887 - 1888 - 1889 - 1890 - 1891 - 1892    |
| Décennies de la santé et de la médecine : 1850 - 1860 - 1870 - 1880 - 1890 - 1900 - 1910 |

Cet article présente les faits marquants de l'année 1889 en santé et médecine.

## Événements
- 7 mai : ouverture de l'Hôpital Johns-Hopkins à Baltimore dans le Maryland[1].
- Octobre 1889 - décembre 1890 : pandémie de grippe dite Grippe russe de 1889-1890, responsable d'environ un million de morts dans le monde[2].
- Le bactériologiste japonais Shibasaburo Kitasato isole le bacille du tétanos en culture pure[3].
- Les médecins allemands Joseph von Mering et Oskar Minkowski de l'Université de Strasbourg découvrent l’origine pancréatique du diabète et qu'une des fonctions pancréatiques est la production d'insuline, une hormone qui contrôle la glycémie[4].

## Décès
- 24 mars : Franciscus Cornelis Donders (né en 1818), physiologiste, anatomiste et ophtalmologiste néerlandais.
- 4 septembre : Pierre Cyprien Oré (né en 1828), chirurgien, professeur de physiologie à l'école de médecine de Bordeaux[5], auteur en 1868 d'Études historiques et physiologiques sur la transfusion du sang[6].
- 22 octobre : Philippe Ricord (né en 1800), médecin et chirurgien français.